# Kurt Weill

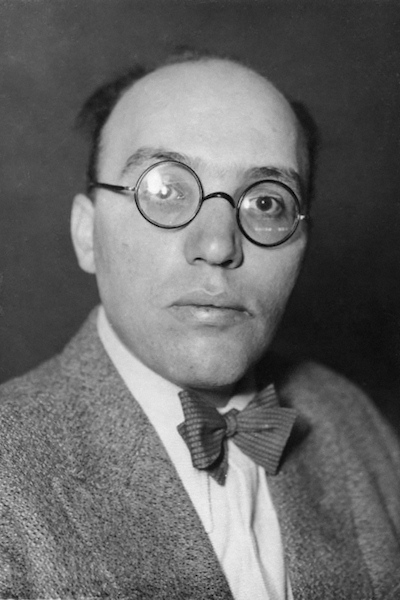
Kurt Weill (1932)

Kurt Julian Weill (* 2. März 1900 in Dessau; † 3. April 1950 in New York) war ein deutscher und später US-amerikanischer Komponist. Er erlangte zunächst Bekanntheit durch die Zusammenarbeit mit Bertolt Brecht (Die Dreigroschenoper 1928, Aufstieg und Fall der Stadt Mahagonny 1930, Die sieben Todsünden 1933 (letztere uraufgeführt am Pariser Théâtre des Champs-Élysées)). Nach der Machtübernahme der Nationalsozialisten floh er als verfemter Künstler und wegen seiner jüdischen Abstammung 1933 nach Frankreich und emigrierte 1935 in die Vereinigten Staaten. In den 1940er Jahren war er am New Yorker Broadway ein erfolgreicher Musicalkomponist. Im Jahre 1943 nahm er die US-Staatsbürgerschaft an. Kurt Weills Werk umfasst Opern, Operetten, Musik für Ballette und Schauspiel, Musicals, Werke für Orchester, Kammermusik, Lieder, Songs und Chansons.

## Leben

### Kindheit und Jugend
Kurt Weill entstammte einem jüdischen Elternhaus. Sein Vater Albert Weill kam aus Kippenheim in Baden, wo es bis zur Zeit des Nationalsozialismus eine blühende jüdische Landgemeinde gab. Er war zur Zeit von Kurts Geburt Kantor der jüdischen Gemeinde in Dessau, später auch in Eichstetten am Kaiserstuhl. Kurt war der drittälteste Sohn. Seine Brüder Nathan und Hans wurden in den beiden vorhergehenden Jahren geboren, seine Schwester Ruth 1901.
Im Alter von fünf Jahren begann Kurt Weill mit dem Klavierspiel. Bereits im jugendlichen Alter entstanden erste Kompositionen. Er besuchte die Oberrealschule in Dessau und glänzte dort vor allem mit seinen musikalischen Fähigkeiten. Noch nicht 18 Jahre alt, begleitete er bereits eine Dessauer Opernsängerin am Klavier bei Liederabenden, wobei er auch erste eigene Lieder vortragen ließ.

### Karriere in Deutschland

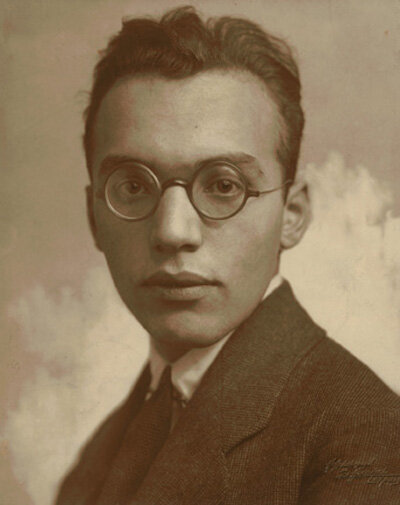
Porträt des jugendlichen Weill;
aufgenommen 1919 von dem in Leipzig tätigen Hoffotografen Ernst Hoenisch

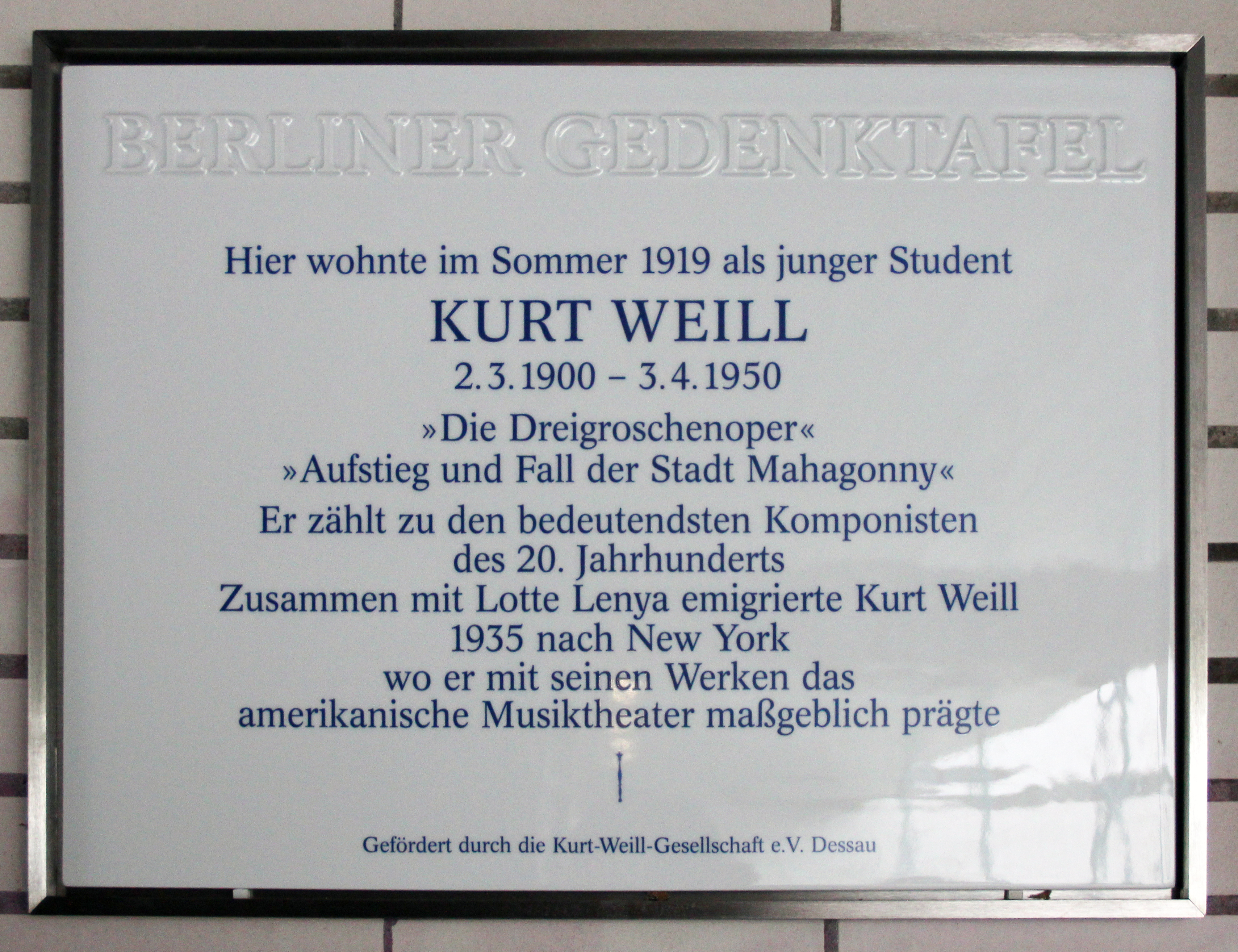
Berliner Gedenktafel am Haus Altonaer Straße 22 im Hansaviertel

Kurt Weill begann 1918 mit dem Studium der Musik an der Hochschule für Musik in Berlin. 1920 folgte dann ein Engagement als Kapellmeister am Stadttheater Lüdenscheid. Maßgebend für sein späteres Schaffen, insbesondere seine Opernästhetik, wurde die Zeit als Schüler Ferruccio Busonis. In seinen frühen Opernprojekten ab 1925 nutzte Weill Libretti von Georg Kaiser und Yvan Goll.
Am 28. Januar 1926 heiratete er die Schauspielerin und Chansonsängerin Lotte Lenya, eine Interpretin und Protagonistin seiner Werke. Im selben Jahr war Weill Radiokritiker der Zeitschrift Der deutsche Rundfunk.
1927 begann er mit Bertolt Brecht zusammenzuarbeiten, woraus 1928 Die Dreigroschenoper entstand. Weill hatte schon vor 1927 Einflüsse zeitgenössischer Tanzmusik verarbeitet, unter anderem in der Oper Royal Palace. Davon und besonders vom Jazz-Stil Paul Whitemans ist auch Weills ab 1927 entwickelter sogenannter „Songstil“ sehr stark geprägt. Am prägnantesten wird diese Stilistik in der Dreigroschenoper und in Happy End angewandt. Parallel dazu nutzte er auch eine neoklassische beziehungsweise neobarocke musikalische Sprache, so zum Beispiel in der Ouvertüre zur Dreigroschenoper, in der Hurrikanszene von Aufstieg und Fall der Stadt Mahagonny und vor allem durchgängig in der Oper Die Bürgschaft.
Seine Musik löste besonders unter Komponisten ein geteiltes Echo aus. Während die Dreigroschenoper überaus populär wurde, lehnten Komponistenkollegen wie Arnold Schönberg und Anton Webern sie vollkommen ab. Andere wie Alban Berg, Theodor W. Adorno und Alexander Zemlinsky zeigten jedoch großes Interesse an den Arbeiten Weills. Berg besuchte eine Aufführung von Mahagonny, und Zemlinsky setzte sich als Dirigent für das Quodlibet opus 9 (1923) und Mahagonny (1930) ein. 1924 wurde sein Frauentanz op. 10, 1926 sein Violinkonzert op. 12 bei den Weltmusiktagen der Internationalen Gesellschaft für Neue Musik (ISCM World Music Days) in Salzburg respektive in Zürich aufgeführt.
Nach der Machtergreifung der Nationalsozialisten in Deutschland Anfang 1933 reichte Lenya in Charlottenburg die Scheidung ein. Die Gründe dafür dürften einerseits in der Affäre zwischen Lenya und dem Tenor Otto Pasetti liegen – die beiden hatten sich bei der Inszenierung von Aufstieg und Fall der Stadt Mahagonny kennengelernt –, andererseits zeichnete sich bereits für Kurt Weill die Flucht aus Deutschland ab. Die Scheidung ermöglichte Lenya, Weills Besitztümer wenigstens teilweise vor der Konfiszierung durch die Nazis zu retten.
Weill floh nach Paris, wo er im Auftrag für das Théâtre des Champs-Élysées das Ballett mit Gesang (Die sieben Todsünden, Text Bertolt Brecht) komponierte und seine zweite Symphonie vollendete. In Deutschland fielen seine Werke der Bücherverbrennung im Mai 1933 zum Opfer.

### Emigration, Erfolge am Broadway

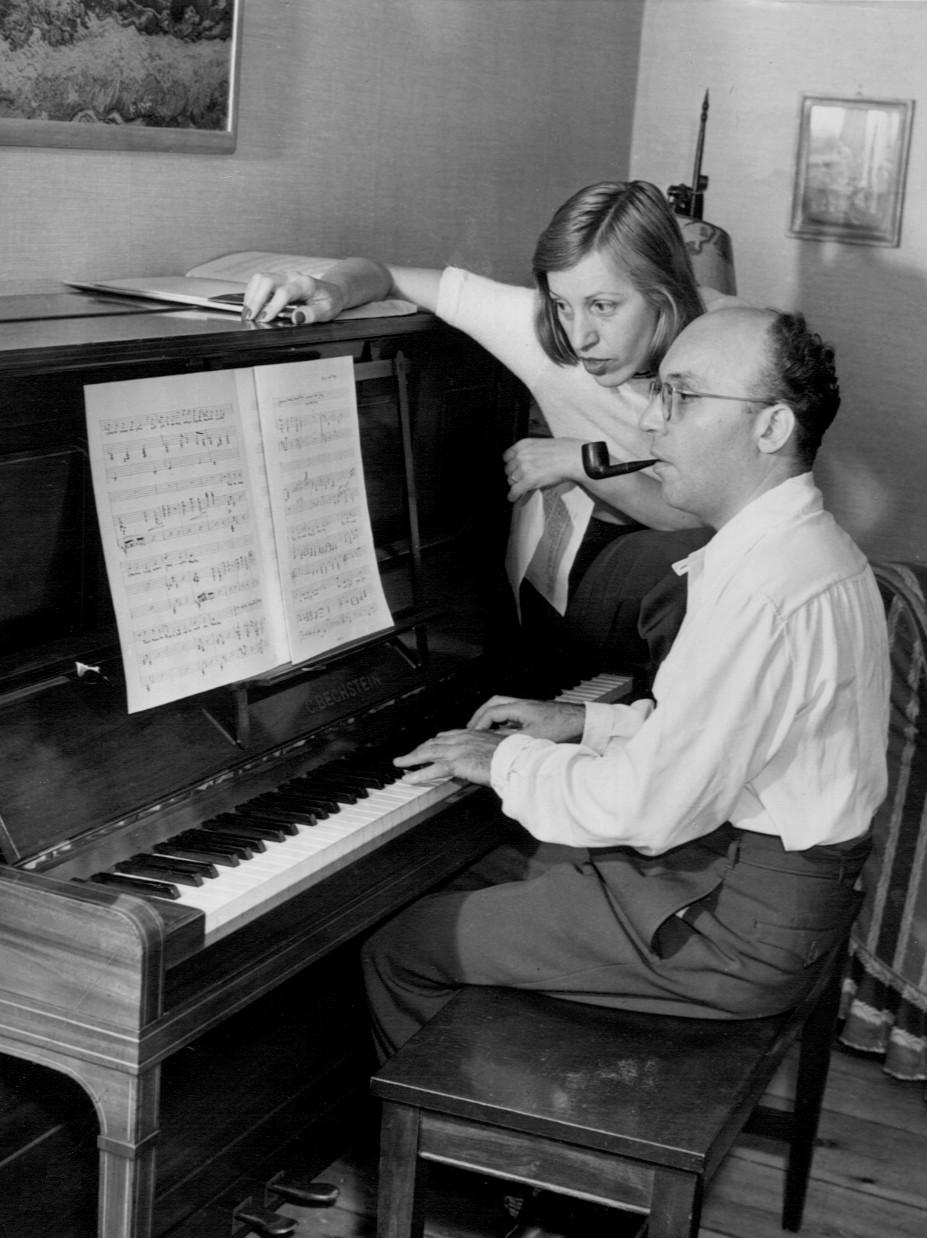
Kurt Weill und Lotte Lenya in ihrem Haus in New City (1942)

1935 emigrierten Weill und Lenya gemeinsam in die USA. Sie verließen Europa Anfang September 1935 von Cherbourg aus und reisten mit der Majestic nach New York, wo sie am 10. September eintrafen. Am 19. Januar 1937 heirateten beide im Standesamt von North Castle im Westchester County bei New York erneut.
Ein Hauptwerk der frühen Exilzeit ist Der Weg der Verheißung beziehungsweise The Eternal Road, ein Bibelspiel, das die Geschichte des jüdischen Volkes darstellt. Es ist eine Mischung aus Schauspiel, Liturgie und Oper.
In den 1940er Jahren hatte Weill dann großen Erfolg am Broadway mit verschiedenen Musicals, so mit Lady in the Dark über die Psychoanalyse mit Traumsequenzen, das am 23. Januar 1941 zur Uraufführung kam. Infolge der sehr guten Einnahmen kaufte er sich am 21. Mai 1941 das Brook House in New City, South Mountain Road, etwa eine Autostunde von New York entfernt. Dort hatte er fortan seinen Lebens- und Arbeitsmittelpunkt. Sein unmittelbarer Nachbar war der Dramatiker Maxwell Anderson, daneben lebten zahlreiche weitere Künstler in New City.
Am 27. August 1943 erhielten Weill und Lotte Lenya die amerikanische Staatsbürgerschaft. Im selben Jahr wurde Ben Hechts Stück We will never die über die Shoa uraufgeführt, zu dem er die Musik schrieb.
Bemerkenswerte Werke aus Weills letzter Schaffensperiode sind die „amerikanische Oper“ Street Scene, die eine Synthese zwischen europäischer Oper (die Puccini-Einflüsse sind unüberhörbar) und amerikanischem Musical darstellt, und die „musikalische Tragödie“ Lost in the Stars, die die südafrikanische Apartheid thematisiert und musikalisch mit afrikanisierenden Stilmitteln arbeitet. Im Februar 1950 begann Weill gemeinsam mit Maxwell Anderson an den Arbeiten zu einem Musical nach Mark Twains Huckleberry Finn. Die geplante Musical Comedy blieb jedoch unvollendet.

### Tod
Weill erkrankte im März 1950 schwer, wurde am 19. März in das Flower Hospital in New York City eingeliefert und starb dort am 3. April 1950 an den Folgen eines Herzinfarkts.
Kurt Weill wurde am 5. April im Mount Repose Cemetery in Haverstraw beigesetzt. Zu den Trauergästen zählten Lotte Lenya, Maurice Abravanel, Maxwell und Mab Anderson, Marc Blitzstein, Marc Connelly, Charles MacArthur, Helen Hayes, Rouben Mamoulian, Erwin Piscator, Jo Révy, Elmer Rice und Arthur Schwartz. Das schlichte Begräbniszeremoniell bestand aus einem kurzen Nachruf von Maxwell Anderson. Darin kam eine Passage aus Lost in the Stars vor, die man als Inschrift für Weills Grabstein auswählte:
A bird of passage out of night

Flies in at a lighted door,

Flies through and on in its darkened flight

And then is seen no more.

This is the life of men on earth

Out of darkness we come at birth

Into a lamp-lit room, and then

Go forward into dark again.

## Weills Einstellung zu seiner Nationalität 1947
Als Kurt Weill 1947 vom Magazin Life als deutscher Komponist bezeichnet wurde, protestierte Weill in einem Leserbrief:

„Obgleich ich in Deutschland geboren bin, bezeichne ich mich nicht als ‚deutschen Komponisten‘. Die Nazis haben mich eindeutig nicht als solchen bezeichnet, und ich verließ ihr Land 1933 […] Ich bin amerikanischer Staatsbürger, während meiner zwölf Jahre in diesem Land habe ich ausschließlich für die amerikanische Bühne komponiert […] Ich würde es begrüßen, wenn Sie Ihre Leser auf diese Tatsache hinweisen könnten.“

## Bedeutung und Rezeption

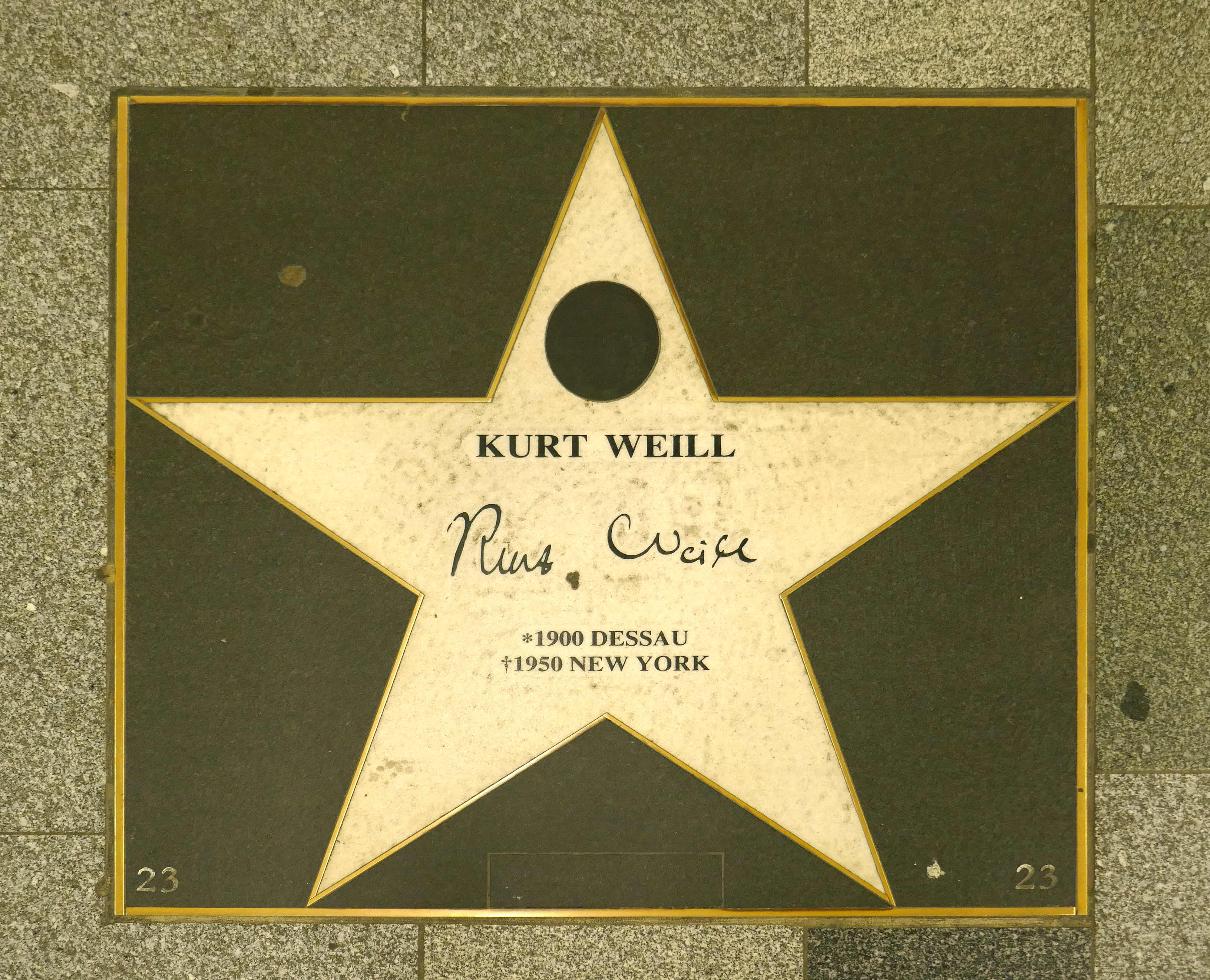
Musikmeile Wien

Kurt Weills Name ist zumindest im deutschsprachigen Raum untrennbar mit Bertolt Brecht verbunden und steht oft im Schatten des Dichters. Schon zu Lebzeiten musste Weill sich immer wieder diesbezüglich verteidigen. In einem Interview 1934 sagte er zu einem dänischen Journalisten, der ihn zu den gemeinsamen Werken mit Brecht befragte: „Das klingt ja fast, als glaubten Sie, Brecht habe meine Musik komponiert … Brecht ist ein Genie; aber für die Musik in unseren gemeinsamen Werken, dafür trage ich allein die Verantwortung.“
Weill verfügte über eine kontrastreiche Musiksprache, die in den jeweiligen Ländern seiner Lebensstationen – Deutschland, Frankreich, USA – ihre eigene Prägung annahm. Sie erstaunte durch eine Vielseitigkeit, in der Avantgarde und Assimilation miteinander verbunden sind. Jazz-Standards wie beispielsweise Speak Low oder September Song und der französische Tango Youkali stammen aus Weills Feder. Interpreten wie Louis Armstrong, Ella Fitzgerald, Frank Sinatra oder auch Nick Cave, Elvis Costello und The Doors interpretierten seine Stücke in ihrer Zeit.
Der afroamerikanische Dichter Langston Hughes, der die Songtexte für Street Scene schrieb, sagte über Weill: „Wäre er nach Indien eingewandert und nicht in die Vereinigten Staaten von Amerika, hätte er, wie ich fest glaube, wundervolle indische Musik geschrieben. (…) Darum kann Deutschland Weill als Deutschen, Frankreich ihn als Franzosen, Amerika ihn als Amerikaner und ich ihn als Schwarzen ausgeben.“

## Darstellung Weills in der bildenden Kunst
- Benedikt Fred Dolbin (Tusche-Zeichnung, 11 × 14 cm; Berlinische Galerie)[13]
- Bernd Göbel: Kurt-Weill-Denkmal (Bronze, 1984; seit 1987 auf dem Lidice-Platz Dessau)[14]

## Gedenken und Ehrungen

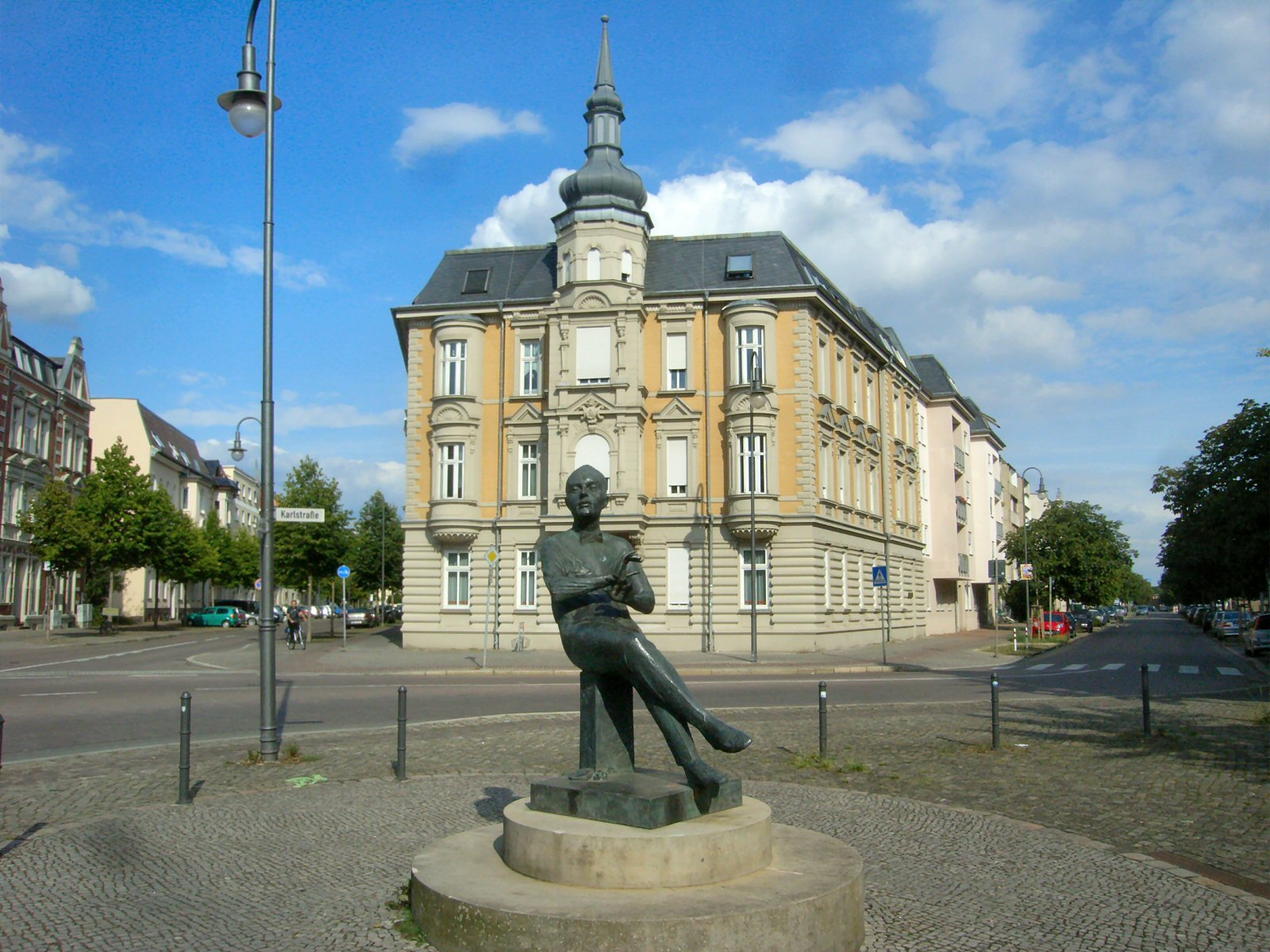
Kurt-Weill-Denkmal in Dessau

- Weills Ehefrau Lenya stiftete 1962 die Kurt Weill Foundation for Music (KWF) mit Sitz in New York. Die KWF vergibt den Kurt-Weill-Preis, veranstaltet den Lotte-Lenya-Wettbewerb, betreibt das Weill-Lenya-Studienzentrum, veröffentlicht die Kurt Weill Edition und den Kurt Weill Newsletter und kehrt Stipendien aus.[15]
- Alljährlich findet um den 2. März, Weills Geburtstag, in Dessau das Kurt-Weill-Fest statt. Dieses dauert in der Regel siebzehn Tage. Es wird durch das Land Sachsen-Anhalt und die Stadt Dessau-Roßlau gefördert.[16] Zu den Veranstaltungen gehören Ausstellungen, Vorträge und musikalische Darbietungen im Bereich Oper, Jazz, Tanz, Klassik und zeitgenössische Neue Musik.
- Im Meisterhaus Feininger in Dessau befindet sich das Kurt-Weill-Zentrum.
- In Berlin erinnert seit September 2013 eine Gedenktafel an der Fassade des Grips-Theaters im Hansaviertel an Kurt Weill; angeregt hatte dies die Kurt-Weill-Gesellschaft. Weill hatte dort im Sommersemester 1919 als Musikstudent in einem Gartenhaus gewohnt. Es wurde im Zweiten Weltkrieg zerstört.
- Einen Kurt-Weill-Weg gibt es in Köln-Ehrenfeld, jeweils eine Kurt-Weill-Straße unter anderem in Adendorf, Bad Kreuznach, Dessau-Roßlau, Grevenbroich, Leipzig, in Neuenburg am Rhein, Neuwied und Rösrath sowie als Kurt Weillstraat in Rotterdam.
- In Berlin-Hellersdorf wurde 1995 die neu angelegte Kurt-Weill-Gasse mit dem Kurt-Weill-Platz nach ihm benannt. Letzterer wurde 2013 neu gestaltet (Gabriele Wilheim-Stemberger) und mit künstlerischen Elementen von Sabine Nier versehen, die an Stationen des Lebens von Kurt Weill und an einige seiner bekannten Werke erinnert.[17]
- Im Jahr 2000 hat die Deutsche Post eine Briefmarke zum 100. Geburtstag von Kurt Weill herausgegeben.
- Im Mai 2000 wurde der 1991 entdeckte Asteroid (11899) Weill nach ihm benannt.[18]
- Die Stadt Dessau-Roßlau hat eine Musikschule nach Kurt Weill benannt.[19]
- Die 2023 neu eröffnete Synagoge in Dessau-Roßlau trägt den Namen Weill-Synagoge.[20]

## Werke (Auswahl)

### Opern und ähnliche musikdramatische Werke
- 1926: Der Protagonist op. 15 (Libretto von Georg Kaiser)
- 1927: Royal Palace op. 17 (Libretto von Yvan Goll)
- 1928: Der Zar läßt sich photographieren op. 21 (Libretto von Georg Kaiser)
- 1930: Aufstieg und Fall der Stadt Mahagonny (Libretto von Bertolt Brecht)
- 1930: Der Jasager (Libretto von Elisabeth Hauptmann und Bertolt Brecht)
- 1932: Die Bürgschaft (Libretto von Caspar Neher)
- 1933: Der Silbersee – Ein Wintermärchen (Text: Georg Kaiser)
- 1937: Der Weg der Verheißung / The Eternal Road (Text: Franz Werfel, unter dem letztgenannten Titel uraufgeführt)
- 1947: Street Scene (Libretto von Elmer Rice und Langston Hughes)
- 1948: Down in the Valley (Libretto von Arnold Sundgaard)

### Songspiele
- 1927: Mahagonny (Libretto von Bertolt Brecht)

### Stücke mit Musik
- 1928: Die Dreigroschenoper von Bertolt Brecht
- 1929: Happy End (Text: Dorothy Lane, Pseudonym für Elisabeth Hauptmann, Liedtexte von Brecht)

### Operetten
- 1935: Der Kuhhandel (Libretto: Robert Vambery, nicht vollendet, als A Kingdom for a Cow uraufgeführt).
- 1945: The Firebrand of Florence (Libretto: Edwin Justus Meyer und Ira Gershwin); zu deutsch Viel Lärm um Liebe

### Musicals
- 1934: Marie Galante (Text von Jacques Deval, nach seinem gleichnamigen Roman)
- 1936: Johnny Johnson (Text: Paul Green)
- 1938: Knickerbocker Holiday (Text: Maxwell Anderson) – Regie der Uraufführung: Joshua Logan
- 1939: Railroads on Parade (Text: Edward Hungerford)
- 1941: Lady in the Dark (Text: Moss Hart und Ira Gershwin)
- 1943: One Touch of Venus (Text: Sidney Joseph Perelman und Ogden Nash) – darin der Song Speak Low
- 1948: Love Life (Text: Alan Jay Lerner)
- 1949: Lost in the Stars (Musical Tragedy, Text: Maxwell Anderson)

### Pantomimen, Ballette
- 1922: Zaubernacht, Kinderpantomime in einem Akt op. 7 (Szenarium und Liedtext: Wladimir Boritsch)
- 1933: Die sieben Todsünden, gesungenes Ballett (ballet chanté) für Sopran, Männerquartett und Orchester (Libretto: Bertolt Brecht)
- 1938: The Judgement of Paris

### Film
- 1937: The River Is Blue
- 1938: You and Me (Paramount) (Text: Sam Coslow)
- 1945: Where Do We Go From Here? (Text: Ira Gershwin)
  - The Nina, the Pinta, the Santa Maria
  - Song of the Rhineland
  - If Love Remains
  - Morale

### Kantaten
- 1920: Sulamith, Chorfantasie für Sopran, Frauenchor und Orchester (verloren)
- 1927: Der neue Orpheus, Kantate für Sopran, Solo-Violine und Orchester, op. 16 (Text: Yvan Goll)
- 1928: Das Berliner Requiem, Kleine Kantate für Tenor, Bariton, Männerchor (oder drei Männerstimmen) und Blasorchester (Text: Bertolt Brecht)
- 1929: Der Lindberghflug, Kantate für Tenor, Bariton und Bass-Solisten, Chor und Orchester (Text: Bertolt Brecht, erste Fassung mit Musik von Paul Hindemith und Weill, zweite Fassung, ebenfalls 1929, mit Musik ausschließlich von Weill)
- 1940: The Ballad of Magna Carta, Kantate für Tenor und Bass-Solisten, Chor und Orchester (Text: Maxwell Anderson)

### Kammermusik
- 1918: Streichquartett h-Moll (ohne Opuszahl)
- 1919–1921: Sonate für Cello und Klavier
- 1923: 1. Streichquartett op. 8

### Werke für Klavier
- 1917: Intermezzo
- 1937: Albumblatt für Erika (Transkription der Pastorale aus Der Weg der Verheißung)

### Werke für Orchester
- 1919: Suite für Orchester
- 1919: Die Weise von Liebe und Tod, Symphonisches Gedicht für Orchester nach Rainer Maria Rilke (verloren)
- 1921: Symphonie No.1 in einem Satz für Orchester (Berliner Sinfonie)
- 1922: Divertimento für Orchester, op. 5 (unvollendet, rekonstruiert von David Drew)
- 1922: Sinfonia Sacra, Fantasia, Passacaglia und Hymnus für Orchester, op. 6 (unvollendet)
- 1923: Quodlibet, Suite für Orchester aus der Pantomime Zaubernacht, op. 9
- 1924: Konzert für Violine und Blasorchester, op. 12 (Uraufführung Juni 1925)
- 1927: Bastille Musik, Suite für Blasorchester (arrangiert von David Drew, 1975) aus der Bühnenmusik zu Gustav III, von August Strindberg
- 1928: Kleine Dreigroschenmusik, Suite aus der Dreigroschenoper für Blasorchester, Klavier und Schlagwerk, (Uraufführung dirigiert von Otto Klemperer)
- 1934: Suite panaméenne für Kammerorchester, (aus Marie Galante)
- 1934: Symphonie No.2 in drei Sätzen für Orchester, (uraufgeführt vom Royal Concertgebouw Orchester unter Bruno Walter)

### Lieder, Liederzyklen, Songs und Chansons
- 1919: Die stille Stadt, für Stimme und Klavier (Richard Dehmel)
- 1923: Frauentanz, Liederzyklus für Sopran, Flöte, Viola, Klarinette, Horn und Fagott op. 10 (nach mittelalterlichen Gedichten)
- 1923: Recordare, O Remember me, Lord, für vierstimmigen gemischten Chor und Kinderchor a capella op. 11 (Klagelieder Jeremias, Kapitel 5)
- 1923: Stundenbuch, Liederzyklus für Bariton und Orchester op. 13 (Rainer Maria Rilke)
- 1925: Klopslied, für hohe Stimme, zwei Piccoloflöten und Fagott (‚Ick sitze da un’ esse Klops‘/Berliner Lied)
- 1927: Vom Tod im Wald, Ballade für Bass und zehn Bläser op. 23 (Bertolt Brecht)
- 1928: Berlin im Licht-Song, slow-fox, Text: Kurt Weill; komponiert für die Ausstellung Berlin im Licht, über die neuesten Beleuchtungstechniken; Uraufführungen im Wittenbergplatz (Orchester) am 13. Oktober, und am 16. Oktober in der Krolloper (Stimme und Klavier), gesungen von Trude Hesterberg[21][22]
- 1928: Die Muschel von Margate: Petroleum Song, slow-fox, Text: Felix Gasbarra fûr das Theaterstück von Léo Lania, Konjunktur
- 1928: Das Lied von den braunen Inseln, Text: Lion Feuchtwanger, für das Stûck desselben Autoren, Petroleum Inseln
- 1933: Der Abschiedsbrief, Text: Erich Kästner für Marlene Dietrich gedacht
- 1933: La Complainte de Fantômas, Text: Robert Desnos; für eine Rundfunksendung Fantômas im November 1933 (die Musik war verloren, nachher rekonstruiert von Jacques Loussier für Catherine Sauvage)
- 1933: Es regnet, Text: Jean Cocteau (direkt auf Deutsch)
- 1934: Je ne t’aime pas, Text: Maurice Magre für die Sopranistin Lys Gauty
- 1934: J’attends un navire, Text: Jacques Deval, aus Marie Galante; als unabhängiges Lied, für Lys Gauty; wurde zur Hymne der Resistance während des Zweiten Weltkrieges
- 1934: Youkali (zuerst: Tango habanera, Instrumentalsatz in Marie Galante), Text: Roger Fernay
- 1934: Complainte de la Seine, Text: Maurice Magre
- 1939: Stopping by Woods on a Snowy Evening, Song für Stimme und Klavier (Robert Frost) (unvollendet)
- 1942–44: Propaganda Songs, für Stimme und Klavier; im Rahmen der Lunch Hours Follies für die Arbeiter einer Schiffbauwerkstatt in New York uraufgeführt, dann im Rundfunk gesendet; und zwar:
  - 1942: Buddy on the Nightshift, Text: Oscar Hammerstein
  - 1942: Schickelgruber, Text: Howard Dietz
- 1942: Und was bekam des Soldaten Weib?, Ballade für Stimme und Klavier (Brecht)
- 1942–47: Three Walt Whitman Songs, später Four Walt Whitman Songs für Stimme und Klavier (oder Orchester)
- 1944: Wie lange noch ?, Text: Walter Mehring; Uraufführung: Lotte Lenya

## Diskografie
- Songs, The Seven Deadly Sins + Happy End, Lotte Lenya (rec. 1957+60 CBS), (1988 Columbia)
- Lotte Lenya sings Kurt Weill’s, The Seven Deadly Sins & Berlin Theatre Songs (Sony 1997)
- The Threepenny Opera, Lotte Lenya and Others, conducted by Wilhelm Brückner-Ruggeberg (Columbia 1987)
- Rise and Fall of the City of Mahagonny, Lotte Lenya / Wilhelm Brückner-Rüggeberg (Sony 1990)
- Die Dreigroschenoper, René Kollo, Ute Lemper, Milva, RIAS Kammerchor und RIAS Berlin Sinfonietta/John Mauceri (Decca 1990)
- Berliner Requiem/Violin Concerto op.12/Vom Tod im Wald, Ensemble Musique Oblique/Philippe Herreweghe (Harmonia Mundi, 1997)
- Kleine Dreigroschenmusik/Mahagonny Songspiel/Happy End/Berliner Requiem/Violin Concerto op.12, London Sinfonietta, David Atherton (Deutsche Grammophon, 1999)
- Eternal Road (Highlights), Berliner Rundfunk-Sinfonie-Orchester/Gerard Schwarz (Naxos, 2003)
- Symphonies No.1 and No.2 / Lady in the Dark, Symphonie Nocturne, Bournemouth Symphony Orchestra/Marin Alsop (Naxos, 2005)
- Speak Low, Songs by Kurt Weill & the Seven Deadly Sins – Die Sieben Todsünden, Anne Sofie von Otter: Mezzosopran, Bengt Forsberg: Piano; NDR-Sinfonieorchester: John Eliot Gardiner (Deutsche Grammophone, 1994)
- Kurt Weill, Berlin & American Theater Songs. Compilation, (CBS-Rec. 1988)
- Streichquartett 1918/Streichquartett op. 8, Leipziger Streichquartett (MDG 2001)
- Der Silbersee, London Sinfonietta, Markus Stenz (BMG 1999)
- Die Dreigroschenoper, Max Raabe, Nina Hagen, Ensemble Modern, Leitung HK Gruber

### Fremde Arrangements
- Miles Davis. Miles Ahead (Columbia Records, 1957). Beinhaltet My Ship.
- The Gil Evans Orchestra. Out Of The Cool (Impulse!, 1961). Beinhaltet den Bilbao Song.
- The Gil Evans Orchestra. The Individualism of Gil Evans (Verve, 1964). Beinhaltet den Barbara Song.
- The Doors. The Doors (Elektra, 1967). Beinhaltet den Alabama Song.
- Lost in the Stars: The Music of Kurt Weill (A&M, 1985). Mit Tom Waits, Lou Reed, Sting, Marianne Faithfull u. a.
- Mona Mur. Mona Mur (RCA 1988). Beinhaltet Surabaya Johnny.
- Jeff Lynne. Armchair Theatre (Warner/Reprise, 1990). Beinhaltet den September Song.
- The Young Gods. Play Kurt Weill (Play It Again Sam, 1991).
- Ute Lemper. Sings Kurt Weill (RCA, 1992).
- Warren Chiasson. Good Vibes For Kurt Weill (Audiophile, 1994).
- Helen Schneider. Songs of Kurt Weill (Rhino, 1995).
- September Songs: The Music of Kurt Weill (Sony Music, 1997). Mit Elvis Costello, PJ Harvey, Nick Cave u. a.
- Willem Breuker Kollektief & Loes Luca. Kurt Weill (BVHaast, 1998)
- Bryan Ferry. As Time Goes By (Virgin, 1999). Beinhaltet den September Song.
- Caterina Valente. Kurt Weill – American Songs (Bear Family Records, 2000)
- Max Raabe und das Palast Orchester. Charming Weill: Dance Band Arrangements (RCA, 2001).
- Martin Gore. Counterfeit 2 (Mute, 2003) Beinhaltet Lost In The Stars.
- Annette Postel. Kurtweilliges – Eine Biografie in Musik (Burger und Müller, Karlsruhe, 2003).
- Gianluigi Trovesi & Gianni Coscia. Round About Weill (ECM, 2005).
- Slut. Songs aus Die Dreigroschenoper (Virgin, 2006). Obwohl Slut dreizehn Lieder aus der Dreigroschenoper aufgenommen haben, erlauben die Nachlassverwalter Kurt Weills die Veröffentlichung von lediglich fünf Stücken.
- Tom Waits. What Keeps Mankind Alive Orphans (ANTI, 2006) „Bastards“ disc 3,1.
- 1981: Teresa Stratas. The Unknown Weill, mit Richard Woitach, Klavier; Elektra Asylum/Nonesuch Record 7559-79019-2
- Mona Mur & En Esch. 120 Tage – The Fine Art of Beauty and Violence (PALE MUSIC Int.2009). Beinhaltet Surabaya Johnny, Song von Mandelay, Die Ballade vom ertrunkenen Mädchen
- 1986: Teresa Stratas. Stratas sings Weill, mit dem Y Chamber Symphony Orchestra (Conductor: Gerard Schwarz); Elektra Asylum/Nonesuch Record 7559-79131-2

### Noten
- Noten und Audiodateien von Kurt Weill im International Music Score Library Project